# Pinkamindszent
Pinkamindszent es un pueblo ubicado en el distrito de Körmend, en el condado de Vas, Hungría.

## Superficie
Posee una superficie de 11,01 kilómetros cuadrados.

## Demografía
Hasta 2019 la población era de 174 habitantes, con una densidad de población de 15,80 habitantes por kilómetro cuadrado.